# Culicoides bwambanus
Culicoides bwambanus är en tvåvingeart som beskrevs av Meillon 1952. Culicoides bwambanus ingår i släktet Culicoides och familjen svidknott.
Artens utbredningsområde är Uganda. Inga underarter finns listade i Catalogue of Life.